# کاخ صدستون
کاخ صدستون دومین کاخ وسیع تخت جمشید است که در شرق حیاط کاخ آپادانا قرار دارد. تالار مرکزی ۱۰۰ ستون (۱۰ در ۱۰) داشته‌است و از این روی به اسم صد ستون مشهور است. برخی باستان شناسان آن را تالار تخت نامیده‌اند زیرا یک بنای صد ستونی دیگر اما بسیار خردتر در میان خزانه تخت جمشید موجود است ولی چون نام صد ستون بسیار معروف و از دیرباز متداول بوده‌است در کتاب‌ها به این نام به کار می‌رود.
است. از همه سر ستون‌های تالار تنها دو عدد باقی مانده بود که آن‌ها را در دهه ۱۹۳۰ میلادی به شیکاگو برده‌اند.

## تالار کاخ

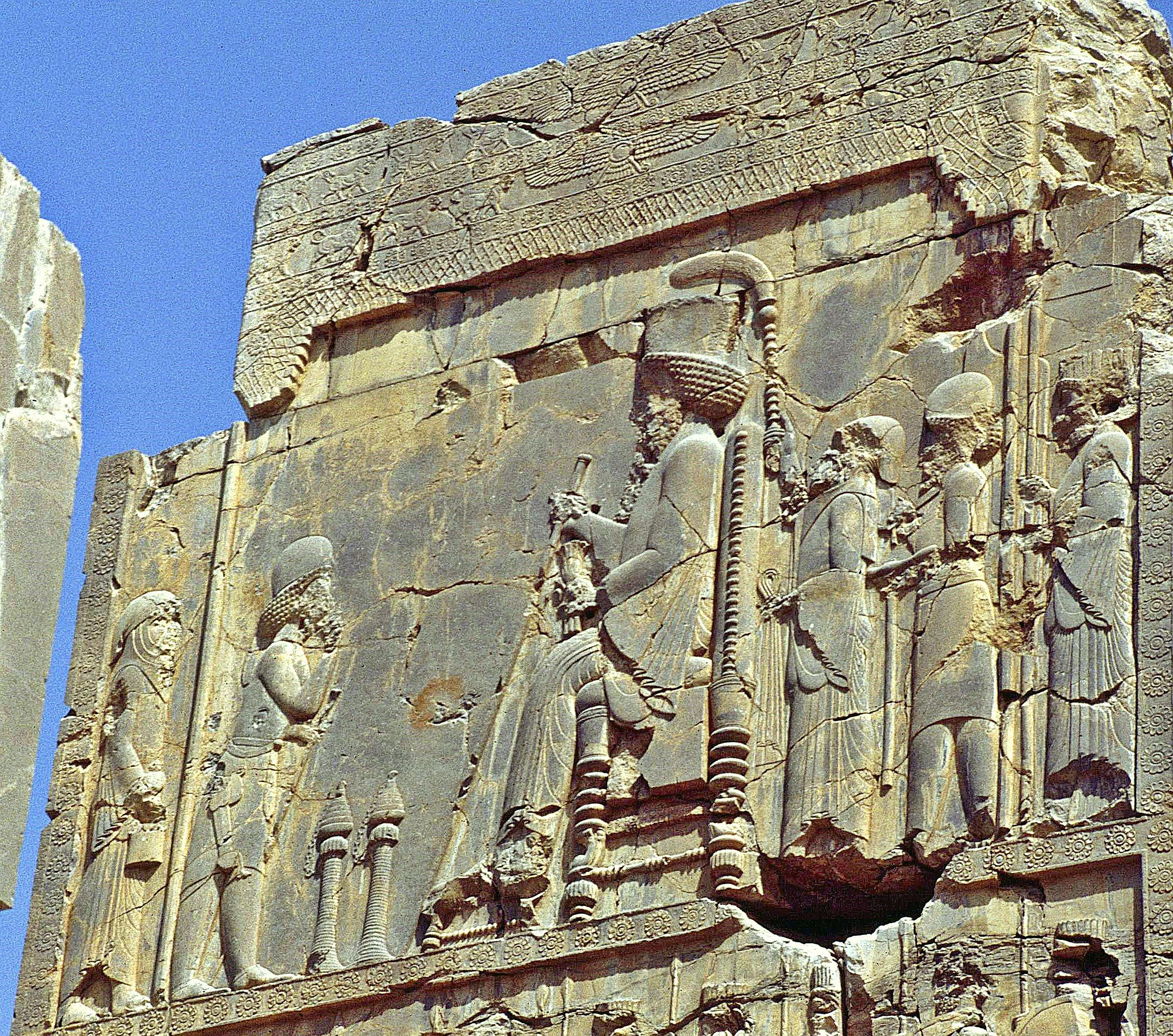
سنگ نگاره مجلس بارعام شاهی بر فراز جرز درگاه شمالی تالار صد ستون

بخش اصلی کوشک همان تالار بزرگ آن است که ابعاد آن ۶۸/۵ در ۶۸/۵ متر است. شکل تالار چهار گوش و اندکی بیشتر از ۴۶۰۰ متر مربع مساحت دارد. معماران سطح آن را ۲ متر پایین‌تر از سطح کاخ آپادانا طراحی کرده‌اند. ۸ درگاه، ۲ عدد در هر دیوار؛ آن را به دالان‌ها و صندوق‌خانه‌ها و یک ایوان متصل می‌کند.
دیوارهای تالار، ازاره‌ای از سنگ سیاه مرمر به بلندای ۴۰ سانتی‌متر داشته‌است. در هر یک از دیوارها ۲ دریچه سنگی و نه تاقچه درست کرده بودند مگر در دیوار شمالی که فقط دو تاقچه (در دو گوشه) و در عوض پنج دریچه سنگی داشته‌است. ده ردیف ستون، هر ردیف ده تا سقف بنا را بر پای می‌داشته‌اند. زیر ستون‌ها همه زنگوله‌ای بوته دار و قلمه ستون‌ها استوانه‌ای شیار دار و مزین به گل و بوته‌های مرکب و مظهر درخت نخل بوده‌است. بر روی ستون‌های گاو دو سر گذارده بودند. بنابر دیگر پژوهش‌ها ارتفاع ستون‌ها به ۱۴ متر می‌رسیده
۲ درگاه جنوبی به دالان بلند و درازی متصل می‌شده‌اند که در گوشهٔ غربی به یک اتاقک می‌پیوسته‌است و از این اتاق با پلکانی کوچک به قسمت شمالی حرمسرا و از آنجا به کاخ سه دری راه می‌یافته‌اند و با پلکان دیگری به دالان غربی تالار می‌رسیده‌اند. خود این دالان توسط درگاه پله‌داری به جنوب حیاط آپادانا متصل می‌گردیده‌است. دو درگاه شرقی به صندوق‌خانه‌ها یا یک دالان مرکب وصل بوده‌اند ولی درگاه‌های شمالی به ایوانی بزرگ که ۲ ردیف ۸ تایی ستون داشته، باز می‌شده‌اند. این ستون درست مانند ستون‌های تالار بوده‌اند، ولی سرستون انسان دو سر داشته‌اند یعنی مانند سرستون‌های ایوان شمالی کاخ سه دری بوده‌اند. این موضوع می‌رساند که هر دو بنا متعلق به یک دوره یعنی زمان اردشیر یکم بوده‌اند.
در دو سوی ایوان، دو اتاق برای سربازان بنا کرده بودند و بر درگاه آنها، نقش سربازانی با سپر و نیزه کنده بودند که روی به داخل ایوان دارند. بر گوشهٔ شمال غربی این اتاق‌ها گردن و سر دو گاو ساخته‌اند که باستان شناسان یکی از آن‌ها را در اواخر دههٔ ۵۰ خورشیدی به جایش نصب کرده‌اند. در سرتاسر ایوان و تالار آثار سوختگی شدید و مهیبی که در اثر یورش اسکندر به تخت جمشید به وجود آمد، دیده می‌شود. گذشتگان بقایای اشیاء سوخته و خاکستر چوب سدر متعلق به سقف را یافته‌اند و بدین سبب شکی نمانده‌است که کاخ‌های تخت جمشید را آتش نابود کرده‌است.
درگاه‌های شمالی از حیث ارتفاع بلندتر از درگاه‌های دیگر است، سازندگان دیوار هر درگاه را به شش قسمت افقی تقسیم کرده‌اند و در قاب بالایی اردشیر یکم بر تخت فرمانروایی نشسته‌است و رخ به بیرون دارد. در مقابل او دو عودسوز گذاشته‌اند و مردی در جامهٔ مادی اندکی به مقابل خم شده‌است و با یک دست عصای حاجبان را گرفته و دست دیگر را بالا آورده دهانش را لمس می‌کند. پشت سر او مردی ایستاده‌است است که رخت پارسی دارد اما یک شال رخجی را چند دور دور سرش پیچیده و به دستی یک عوددان دارد و دست دیگر را روی مچ دست اول گذاشته‌است و با احترام کامل رخ به سریر پادشاه کرده‌است. پشت سر شاه سه نفر ایستاده‌اند؛ اولی که بدون سبیل و ریش است، خواجه‌ایی درباری بوده و در لباس پارسی است، که مگس‌پرانی را با یک دست بالای تاج شاه گرفته‌است و حوله‌ای به دست دیگرش دارد. نفر دوم مردی است در لباس مادیان که ترکش کمان‌دار، تبرزین و به‌طور کلی اسلحه شاه را حمل می‌کند. نفر سوم سربازی است پارسی که نیزه به دست ایستاده. همه نما در قابی با گل‌های دوازده پر محاط بوده‌است و بالای سر پادشاه لبه مزین سایه‌بان شاهی دیده می‌شود. شادروان سلطنتی دارای منگوله‌های زیبایی است که از شرابه‌ها آویخته. نماد فر ایرانی (حلقه بالدار) را در میان دو صف از گاوان نر قرینه هم (در ردیف بالا) و شیران نر غران و متقابل (در پایین) نقش کرده‌اند.
این صحنه بارعام مثل صحنه بارعام کشف شده در خزانه است، اما دو فرق عمده در این میان وجود دارد. یکی این که در این مهمانی ولیعهد شاه تصویر نشده‌است دوم اینکه در این صحنه تاج پادشاه کلاه استوانه‌ای ساده‌ای است که در بالا یک بند افقی و برجسته می‌خورد و دو لبه خرد پیدا می‌کند و این همان تاجی است که در کاخ سه دری هم وجود دارد. اما تاج خشیارشا بدان گونه که بر درگاه‌های کاخ هدیش و نقش بارعام شاهی کشف شده در خزانه (که اصلاً متعلق به مرکز پلکان آپادانا بوده‌است) دیده می‌شود استوانه‌ای است ساده که رو به بالا تنها اندکی پهن‌تر می‌شود و هیچ لبه و بندی ندارد. گذشته از این در نقش بارعام صدستون وی تاج و مچ شاه و در گردن و گوش او زیورآلات حقیقی و گران بها را به سنگ چسبانیده بوده‌اند و این همان وضعی است که بر درگاه شرقی کاخ سه دری هم موجود است ولی در صحنه بارعام خزانه چنین زیورهایی دیده نمی‌شود.
بر درگاه‌های کوچکتر دیوارهای غربی و شرقی شاه را در حال نبرد با شیر و هیولا مصور کرده‌اند. درگاه‌های شمالی دیوارهای شرقی و غربی هر کدام در دو مجلس، شاه را نشان می‌دهند که کاکل شیری بالدار و بر سر پا بلند شده را با دستی گرفته و با دست دیگر خنجری در شکمش فروکرده‌است. در درگاهه‌های جنوبی دیوارهای غربی و شرقی شاه در جنگ با گاوی کوهی و شیر غران تصویر شده‌است. این نقش‌ها همان اند که در کاخ تچر و حرمسرای خشیارشا تکرار شده‌اند.

## پیرامون
در شمال ایوان شمالی، حیاطی بزرگ وجود دارد و در مشرق آن یک دستگاه ساختمانی مشتمل بر تالارها، انبارهای سربازی، راهروها و دالان‌های کوچکتر قرار دارد و در شمال حیاط کاخ نیمه تمامی است درست به شکل و طرح دروازه خشیارشا که پیشتر توصیف شد. در مغرب حیاط، دالانی بلند و انبار مانندی است که در شمال بریده می‌شود تا دو حیاط آپادانا و صد ستون را به هم بپیوندد. یک خیابان بزرگ به طول ۹۰ متر و عرض تقریبی ۱۰ متر از دروازه خشیار شا به‌طور مستقیم رو به شرق تا به شمال دروازه نیمه تمام می‌رسد و این خیابان را خیابان سپاهیان می‌نامند زیرا می‌پندارند رژه سربازان جاویدان در آن انجام می‌گرفته‌است. اکنون به شرح برخی از قسمتهای مهم این کاخ می‌پردازیم.

## سازنده
ساخت این کاخ به‌دست خشایارشا بزرگ آغاز شد و اردشیر یکم آن را به پایان رساند. این موضوع در سنگ نوشته‌ای در گوشه جنوب شرقی تالار ثبت شده‌است. این خشت سنگی به اندازه ۳۵ *۳۵*۵/۷ سانتی‌متر است و بر دو روی و یک لبه آن نوشته‌ای به خط میخی بابلی حک شده که برگردان آن چنین است:
اردشیر شاه گوید: این خانه خشیارشا، پدر من، پی اش را ریخت، به تأیید اهورا مزدا، من، اردشیر شاه، آن را برآوردم و تمامش کردم.
احتمالاً بنای کاخ در حدود ۴۷۰ پیش از میلاد آغاز و حدود ۴۵۰ پیش از میلاد تمام شده‌است.